# Jaish al-Muyahidín wal-Ansar
Jaish al-Muhajireen wal-Ansar (JMA o JAMWA, en árabe:  جيش المهاجرين والأنصار, Ejército de Emigrantes y Seguidores), anteriormente conocidos como el Batallón Muyahidín (en árabe: كتيبة المهاجرين, Katibat al-Muhajireen), es un grupo salafista yihadista conformados por combatientes del Cáucaso septentrional. Ha estado activo en la guerra civil siria contra el gobierno de Bashar al-Ásad. El grupo estuvo brevemente afiliado con el Estado Islámico de Irak y el Levante (ISIL) en 2013, pero tras un cambio de liderazgo, las relaciones entre ambas facciones se tornaron hostiles. En septiembre de 2015, el JMA juró lealtad al Frente al-Nusra.
Ha sido designado como grupo terrorista por Baréin,Canadá, Malasia y los Estados Unidos. Sin embargo, la analista Joanna Paraszczuk ha argumentado que las acusaciones de secuestro y ataques a civiles indicados por el Departamento de Estado de los Estados Unidos no han sido comprobados; y que las sanciones no tendrían ningún efecto práctico.

## Historia

### Origen
El grupo fue establecido bajo el nombre de Batallón Muyahidín en verano de 2012, y fue liderado por un miembro de la subetnia kist llamado Abu Omar al-Shishani ("Padre de Omar el Checheno), un combatiente islamista de la Garganta de Pankisi, Georgia, quién había luchado en contra de Rusia en la segunda guerra chechena y en la guerra de Osetia del Sur de 2008. Mientras otros grupos yihadistas sirios como Ahrar al-Sham y Jabhat Fateh al-Sham incluían a yihadistas extranjeros que habían viajado a Siria para combatir junto con los rebeldes, el JMO estaba conformado en gran parte por combatientes no sirios al momento de su fundación. Su membresía estaba compuesto principalmente de árabes provenientes de Siria, Arabia Saudita y Libia.

### Rol durante la guerra civil siria
El grupo intervino en la batalla de Alepo contra el Ejército Árabe Sirio y sus aliados. Tras dos días de combate hacia finales de septiembre de 2012, el grupo sufrió diez bajas; posteriormente, la unidad se volvió a desplegarse tras recibir apoyo insuficiente desde otros grupos rebeldes.
El Batallón Muyahidín continuó participando en los principales asaltos en contra de bases militares sirias, junto con el apoyo de otras unidades yihadistas. En octubre de 2012, asistieron al Jabhat Fath al-Sham en una redada en la  Brigada de Artillería 606, una base aérea y una base de misiles scud en Alepo. En diciembre de 2012, combatieron junto con Fath al-Sham durante la invasión hacia la base del Ejército Jeque Suleiman, localizada al oeste de Alepo. En febrero de 2013, junto con el grupo ya mencionado y la Brigada al-Tawhid y al-Nusra Frente, asaltaron las bases del 80° Regimiento militar sirio, ubicado cerca del Aeropuerto Internacional de Alepo.
En marzo de 2013, el Kavkazcenter reportó que el Batallón Muyahidín se había fusionado con dos grupos yihadistas sirios, Jaish Muhammad y Kata'ib Khattab, los cuales fueron claves para la formación del Jaish Muhajireen wal-Ansar.
El grupo jugó un papel clave en la captura de la base aérea de Menagh en agosto de 2013, el cual culminó con un coche bomba conducido por dos de sus miembros que asesinaron e hirieron a gran parte de los miembros restantes de la Fuerzas Armadas Sirias que custodiaban el lugar. Una rama del Batallón Muyahidín estuvo implicado en la ofensiva de Latakia de 2013.
En agosto de 2013, Abu Omar al-Shishani emitió una declaración, en la que anunciaba la expulsión de uno de sus comandantes, Emir Seyfullah, y 27 de sus hombres del grupo. Fueron acusados de malversación de fondos y de agitar la animosidad de los locales sirios contra los combatientes extranjeros al incurrrir al tafkir (excomunión), contra otros musulmanes. Sin embargo, Seyfullah rechazó estas acusaciones, afirmando que en realidad había sido expulsado por su oposición al plan de Abu Omar en fusionar el JMA con el Estado Islámico de Irak y el Levante.
Tras el anuncio de la muerte del líder del Emirato del Cáucaso Dokó Umárov en marzo de 2014, una declaración por parte de miembros de origen caucásico septentrional fue publicado por el sitio web del medio rebelde Kavkazceter, en donde juran lealtad a su sucesor de nombre Aliaskhab Kebekov.
En febrero de 2014, JMA se unió a la sala de operaciones de Ahl al-Sham, un comando conformado en conjunto por los principales grupos asentados en Alepo, como Jabhat Fateh al-Sham, el Frente Islámico y el Ejército de Muyahidines. En los meses siguientes, el JMA lideró gran parte de los asaltos hacia varios territorios bajo el control del gobierno sirio, al oeste de Alepo. El 25 de julio de 2014, el JMA se unió junto con otras facciones yihadistas establecidas en Alepo, generando una coalición llamada Jabhat Ansar al-Din.
Hacia finales de 2014, el Batallón Verde bajo liderazgo saudita, juró lealtad al líder del JMA Salahuddin Shishani, y pasaron a ser parte del grupo. A mediados de 2015, Shishani fue depuesto de su liderazgo, tras disputas internas con el jfe saudí del comité de la sharia del JMA, Mu'tasim Billah al-Madani. Posteriormente, Al-Madani se convirtió en el nuevo líder del JMA, mientras que Shishani y varios de sus seguidores formaron un nuevo grupo independiente llamadoJaish al-Usrah, y juraron lealtad al Emirato del Cáucaso liderado por Magomed Suleymanov.

### Estado Islámico de Irak y el Levante
A finales de noviembre de 2013 y por medio de una declaración en línea, Abu Omar al-Shishani realizó un bay'at—juramento de lealtad—hacia Abu Bakr al-Baghdadi, líder del Estado Islámico de Irak y el Levante (ISIS). La declaración afirmaba que aquellos miembros del grupo que habían realizado el bay'at hacia Dokú Umárov, líder del Emirato del Cáucaso, esperaban la aprobación de Umárov para poder unirse a ISIS. El grupo sufrió una división, con cientos de miembros al lado de Abu Omar y uniéndose a ISIS. Aquellos combatientes que permanecieron en el JMA, nombraron a otro checheno de nombre Salahuddin al-Shishani, asumiendo como nuevo comandante en 2013. Desde entonces el grupo ha estado luchando junto con otras organizaciones rivales de ISIS, e incluso varios de sus líderes han manifestado públicamente su rechazo a ISIS. Tras una lucha de poder en 2015, muchos miembros del JMA desertaron para unirse a ISIS.
En 2016, la Brigada del Arrepentimiento Islámico del grupo con base en Alepo desertó y se pasó al EIIL.

### Frente al-Nusra y Hay'at Tahrir al-Sham
A comienzos de marzo de 2015, Reuters informó que el grupo Jabhat Fateh al-Sham tuvo planes para unificarse con el JMA, con el fin de crear un nuevo grupo, y separándose de Al-Qaeda. Jabhat Fateh al-Sham descartó aquellos reportes del 9 de marzo de 2015. Aun así, el 23 de septiembre de 2015, el JMA dejó Jabhat Ansar al-Din, y se unió a Jabhat Fateh al-Sham.
El Frente al-Nusra formó Hayat Tahrir al-Sham (HTS) el 28 de enero de 2017, con Liwa Muhajireen wal-Ansar como grupo miembro. Como parte de HTS, el grupo luchó en una campaña del noroeste de Siria de finales de 2017 a principios de 2018, y la ofensiva del noroeste de Siria de 2019. El 19 de mayo de 2019, durante la última ofensiva, el emir del LMA Mansur Dagestani murió en combate en la gobernación de Hama.

## Estructura
La estructura del liderazgo del JMA consiste en una jerarquía militar, un comité de la sharia, un consejo de shura y una rama de medios de comunicación denominado Liwa al-Mujahideen al-Ilami. Este último es el mismo nombre de un grupo de medios establecidos por muyahidínes extranjeros que combatieron en la guerra de Bosnia.
El grupo está compuesto por miembros de diversas nacionalidades. La agencia de noticias rebelde chechena Kavkazcenter describió que el entonces Batallón Muyahidín estaba conformado por muyahidines del Emirato del Cáucaso, Rusia, Ucrania, Crimea y otros países de la Comunidad de Estados Independientes. Gran parte de ellos eran veteranos de otros conflictos bélicos. Entre las etnias de los miembros que murieron en nombre del grupo se hallaba azeríes, tayikos, kazajos y daguestaníes. Algunos rebeldes sirios se refirieron a ellos como ''hermanos turcos''. Un batallón del JMA estaba compuesto por yihadistas de países occidentales (Estados Unidos, Reino Unido, Alemania u otros). Cuando el grupo se expandió, integró a sus filas a combatientes sirios. Tras una disputa de liderazgo a mediados de 2015, el JMA se dividió y se convirtió en una organización dominada por los árabes.